# Museu Entomológico Fritz Plaumann
O Museu Entomológico Fritz Plaumann é um museu brasileiro, situado no distrito de Nova Teutônia, interior da cidade de Seara, em Santa Catarina. Abriga o acervo criado pelo entomólogo alemão Fritz Plaumann.
Inaugurado em 23 de outubro de 1988, foi construída em frente à residência de Fritz Plausmann pela prefeitura de Seara e pela Fundação Catarinense de Cultura, com o apoio do Banco do Brasil. Atualmente, é administrado através de um convênio entre a prefeitura da cidade (detentora do acervo) e a Universidade Federal de Santa Catarina.
O museu contém cerca de 80 mil exemplares de 17 mil espécies diferentes de insetos, das quais 1.500 foram descobertas pelo próprio Fritz Plaumann. A maioria foi coletada durante as incursões de Plaumann na região do Alto Uruguai. Além do material biológico, o museu expõe os equipamentos, objetos pessoais, cartas, comendas, condecorações, fotos e vários objetos pessoais do entomólogo.